# Tejar (ort i Costa Rica)
Tejar är en ort i Costa Rica.   Den ligger i provinsen San José, i den centrala delen av landet, 26 km sydväst om huvudstaden San José. Tejar ligger 989 meter över havet och antalet invånare är 22 433.
Terrängen runt Tejar är kuperad åt nordväst, men åt sydost är den bergig. Runt Tejar är det ganska tätbefolkat, med 179 invånare per kvadratkilometer. Närmaste större samhälle är San Rafael Abajo, 11,3 km nordväst om Tejar. I omgivningarna runt Tejar växer i huvudsak städsegrön lövskog.